# 티라노역 (RhB)
티라노역(독일어: Tirano)은 이탈리아 티라노에 있는 두 역 중 하나이다. 생모리츠에서 출발하는 래티셰 철도의 미터궤 베르니나선의 남쪽 종점이다. 이 회선에서 시간별 서비스가 운영된다. 본선 레테 페로비아리아 이탈리아나 티라노 기차역과 인접해 있다.

## 서비스
다음 서비스는 티라노에서 정차한다.
- 베르니나 익스프레스 : 쿠어 또는 생모리츠까지 하루에 여러 번 왕복 운행한다.
- 레기오 : 생모리츠까지 매시간 운행.

## 갤러리

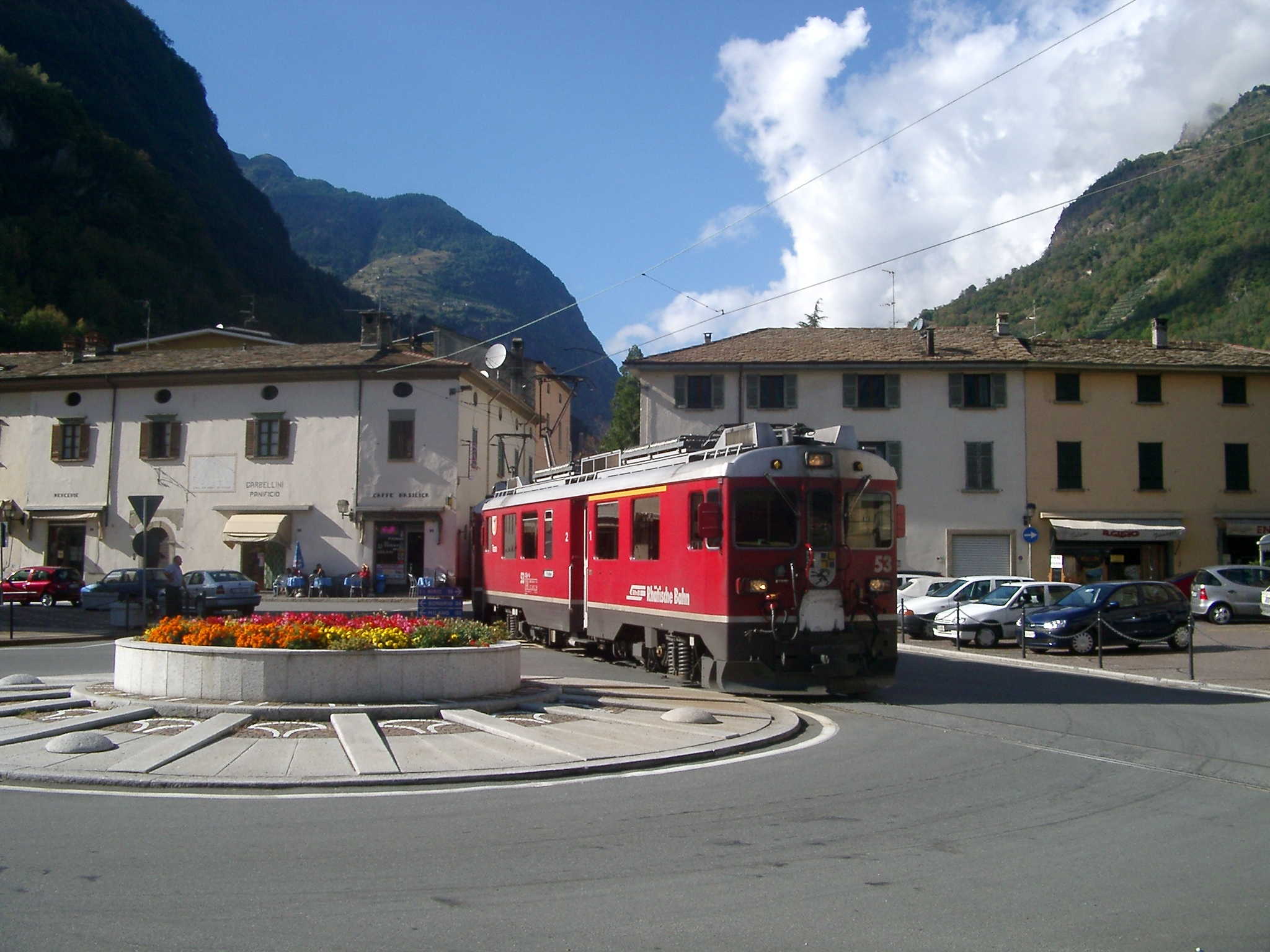
티라노를 통과하는 차량
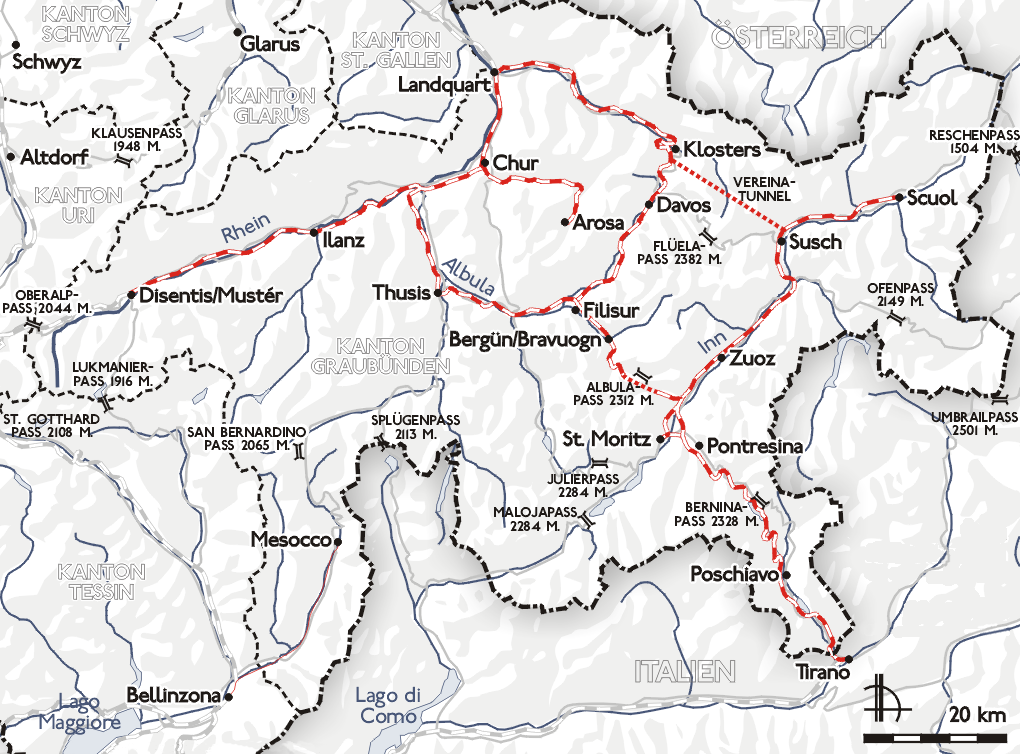
RhB망의 티라노